# Diocèse de Daule
Le diocèse de Daule (en latin : Dioecesis Daulensis ; en espagnol : Diócesis de Daule) est un diocèse de l'Église catholique en Équateur suffragant de l'archidiocèse de Guayaquil.

## Territoire
Le diocèse s'étend sur les cantons de Daule, Balzar, Colimes, El Empalme, Isidro Ayora, Lomas de Sargentillo, Nobol, Palestina, Pedro Carbo, Samborondón, Santa Lucía et Salitre, situés dans le nord de la province du Guayas, l'autre fraction de cette province étant gérée par l'archidiocèse de Guayaquil et les diocèses de San Jacinto et Santa Elena.
Il possède un territoire d'une superficie de 5 992 km2 divisé en 27 paroisses. Le siège épiscopal est à Daule avec la cathédrale sanctuaire du Seigneur des Miracles (es) qui est aussi un lieu de dévotion envers un Christ noir crucifié,. Le sanctuaire Sainte-Narcisse-de-Jésus de Nobol où repose le corps de sainte Narcisse de Jésus Martillo Morán est un autre lieu de pèlerinage reconnu comme sanctuaire national en 2009 par la conférence épiscopale équatorienne.

## Histoire
Le diocèse est érigé le 2 février 2022 par la bulle Suscipientes misericordiam du pape François en prenant sur le territoire de l'archidiocèse de Guayaquil.

## Évêques
- Giovanni Battista Piccioli (2022)
- Krzysztof Kudławiec (2022-  )